# Marco Gerini
Marco Gerini (Róma, 1971. augusztus 5. –) olimpiai bronzérmes (1996), világbajnoki ezüstérmes (2003) és Európa-bajnok (1995) olasz vízilabdázó, az AS Roma Nuoto kapusa.